# Open Vlaamse Liberalen en Democraten
Open Vlaamse Liberalen en Democraten, afgekort als Open Vld, is een liberale politieke partij in België die actief is in Vlaanderen en Brussel. Ze is de Vlaamse erfgenaam van de Liberale Partij en de Partij voor Vrijheid en Vooruitgang (PVV) en ontstond in haar huidige vorm in 2007 na kartelvorming tussen de VLD, de Nederlandstalige afdeling van Vivant en het Liberaal Appèl. De partij bestuurt sinds de voor hen teleurstellende verkiezingen in 2024 enkel op lokaal en provinciaal niveau en in de ontslagnemende regering van het Brussels gewest.
Open Vld is lid van de Alliantie van Liberalen en Democraten voor Europa (ALDE) en van de Liberale Internationale. Jongliberalen is de onafhankelijke jongerenafdeling van Open Vld.
De partij is sinds 2014 naar ledental de grootste van Vlaanderen. Ze telde zo'n 66.000 leden in 2012, 58.000 in 2017 en 45.000 in 2023.

## Geschiedenis

### Voorgeschiedenis
Vóór 1960 was de Liberale Partij van België nauwelijks georganiseerd. Op het partijcongres van 1961 besloot toenmalig voorzitter Omer Vanaudenhove de stroming om te vormen tot PVV/PLP (Partij voor Vrijheid en Vooruitgang/Parti de la Liberté et du Progrès). De partij behartigde toen uitgesproken de belangen van de werkgevers.

### 1972-1992: Partij voor Vrijheid en Vooruitgang (PVV)
Eind jaren 60-begin jaren 70 liepen de communautaire spanningen in België hoog op. Ook binnen de liberale familie was er onenigheid over de te varen koers. In 1972 werd de unitaire partij opgesplitst in een Vlaamse en een Franstalige partij. Willy De Clercq werd de eerste voorzitter van de Vlaamse PVV.
In 1982 werd de toen 29-jarige Guy Verhofstadt voorzitter van de partij. Tijdens hun deelname aan de regering werd hij tussen 1986 en 1988 vicepremier en minister van Begroting. Annemie Neyts volgde hem op als eerste vrouwelijke partijvoorzitter. In 1989 nam Verhofstadt de voorzittersfakkel weer over. In deze periode schreef hij zijn eerste "burgermanifesten".

### 1992-2007: Vlaamse Liberalen en Democraten (VLD)
In 1992 werd de partij onder impuls van Verhofstadt omgevormd naar de Vlaamse Liberalen en Democraten (VLD). Hiermee hoopte men ten dele komaf te maken met het anti-Vlaamse imago van de partij. PVV werd voorheen soms smalend 'Pest Voor Vlaanderen' genoemd. Naast een nieuwe naam kwamen er ook veel "verruimers" die toetraden tot de nieuwe partij. Vooral enkele bekende figuren uit de toenmalige Volksunie maakten de overstap, bijvoorbeeld Jaak Gabriels, toenmalige voorzitter van de VU, en Hugo Coveliers.
Vanaf begin jaren '90 ging de VLD er bij elke verkiezing op vooruit.

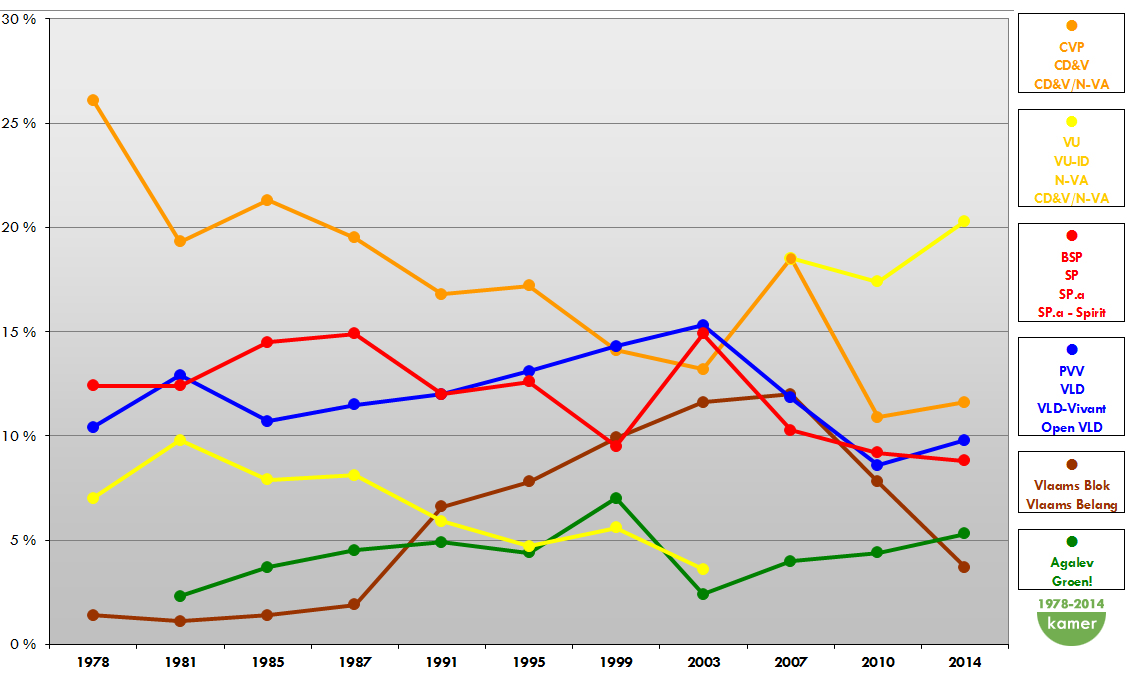
De grootste zes Vlaamse partijen en hun behaalde resultaten voor de Kamer van volksvertegenwoordigers. Van 1978 tot en met 2014, uitgedrukt in procenten voor 'Het Rijk'.

Na de dioxinecrisis in 1999 ging de VLD er opnieuw sterk op vooruit en werd nipt de grootste partij van Vlaanderen. Guy Verhofstadt werd eerste minister van de federale regering en Patrick Dewael minister-president van de Vlaamse regering. Beide stonden ze aan het hoofd van een paarsgroene coalitie. Na de federale verkiezingen van 2003 gingen de paarse partijen verder zonder Groen!. Dewael stapte over naar de federale regering en Bart Somers werd minister-president.
De aanloop naar de Vlaamse verkiezingen van 2004 werd voor de VLD gekenmerkt door enkele zware aanvaringen tussen figuren aan de top van de partij. Zo werd Hugo Coveliers uit de partij gezet wegens zijn aanhoudende kritiek op het voortzetten van het cordon sanitaire. Ook moest Karel De Gucht tijdelijk aftreden als voorzitter. In 2003 onthield de partij zich bij de stemming over het toekennen van het vreemdelingenstemrecht, hoewel altijd was gezegd dat de partij ertegen was. Dit alles zorgde voor een erg slecht resultaat in de verkiezingen. Dit was ook de periode waarin heel wat liberale scheurlijsten werden gevormd zoals het Liberaal Appèl van Ward Beysen, Veilig Blauw van Leo Govaerts en VLOTT van Hugo Coveliers.
Bij de lokale verkiezingen in 2006 verloor de partij zwaar in driekwart van de gemeenten waar ze deelnam aan de gemeenteraadsverkiezingen. Daags na de verkiezingen verzocht voorzitter Somers de interne tuchtcommissie om senator Jean-Marie Dedecker uit de partij te zetten, omdat hij zorgde voor te veel onrust binnen de partij. De tuchtcommissie besliste op 16 oktober 2006 dat laatstgenoemde uitgesloten werd uit de VLD.

### 2007-heden: Open Vld
In februari 2007 besloten de VLD en haar kartelpartner Vivant om het kartel op te heffen en onder één vlag naar de federale verkiezingen van 2007 te trekken op basis van het Vierde burgermanifest van Guy Verhofstadt, maar ditmaal onder de nieuwe lijstnaam Open Vld in plaats van VLD-Vivant. Ook het Liberaal Appèl nam weer deel aan de eenheidslijst.
Medio maart 2007 bracht de Open Vld een 200 bladzijden tellend boekwerk uit met als titel "Een open boek, 8 jaar Verhofstadt". In dit boek maakt de Open Vld een balans op van de op dat moment voorbije twee legislaturen met Verhofstadt als premier.
Eind maart 2007 raakte bekend dat Willem-Frederik Schiltz (1979), zoon van wijlen minister van Staat Hugo Schiltz, op de derde plaats van de Antwerpse lijst van de Open Vld stond voor de federale verkiezingen van datzelfde jaar.

#### Vlaamse verkiezingen in 2009
De Vlaamse verkiezingen op 7 juni 2009 brachten een nederlaag teweeg voor Open Vld. De partij behaalde 14,6% van de stemmen, een daling van 5,2% tegenover 2004. Na de verkiezingsnederlaag te hebben toegegeven, diende voorzitter Bart Somers zijn ontslag in. Guy Verhofstadt werd aangesteld als ad-interimvoorzitter tot de herfst van 2009.
De verkiezingen voor het Europese Parlement daarentegen verliepen succesvol voor de partij en haar kopman Verhofstadt. Deze behaalde met 565.359 stemmen de meeste voorkeurstemmen en de partij behaalde 20,56% van de stemmen.
In Brussel haalde de partij met haar kopman Guy Vanhengel een historisch overwinning. Ze behaalde 23,07% van de stemmen van de Nederlandse taalgroep in Brussel.

#### Federale verkiezingen op 13 juni 2010
Op 26 april 2010 viel de regering-Leterme II omdat Open Vld geen oplossing meer zag in de onderhandelingen over de splitsing van BHV en de staatshervorming, en uit de coalitie stapte. Dit maakte nieuwe federale verkiezingen noodzakelijk, en onder leiding van Alexander De Croo voerde de partij campagne. Evenwel verloor de partij 5 Kamerzetels en hield er nog 13 over, en ging van 5 naar 4 Senaatszetels.

#### Lokale verkiezingen op 14 oktober 2012
Op 14 oktober 2012 grepen gemeenteraadsverkiezingen plaats. Her en der liep voor Open Vld de uitslag terug tegenover 2006. Maar in een aantal steden en gemeenten, zoals Hoeilaart, Lokeren, Lochristi, Kapellen en Oudenaarde, kon de partij de burgemeesterszetel behouden, of, zoals in Kortrijk, Staden en Zelzate, de zetel veroveren waar sinds decennia CD&V en socialisten de plak hadden gezwaaid. Zo veroverde Vincent Van Quickenborne in Kortrijk de sjerp. Alexander De Croo nam op 17 oktober diens taken als vicepremier en minister van Pensioenen over, en werd in december opgevolgd door Gwendolyn Rutten als partijvoorzitter.

#### Verkiezingen 2014
In 2014 vielen de Vlaamse, Europese en federale verkiezingen samen. In de Kamer ging de partij er lichtjes op vooruit, van 8,64% naar 9,78%. Dat leverde één zetel winst op, zodat er 14 zetels werd binnengehaald. In Vlaanderen haalde de partij 14,15%, een verlies van 0,85 procentpunt. Er gingen twee zetels verloren, er bleven er 19 over. Europees bleef Open Vld ter plaatse trappelen: 12,84%, 0,09 procentpunt winst. De drie zetels bleven behouden.
Nadat de partij in de vorige legislatuur Vlaams in de oppositie zat en federaal in de regering en zo niet steeds voluit oppositie- of meerderheidspartij kon zijn, besloten ze het deze keer anders te willen. Nadat duidelijk werd dat de partij nodig zou zijn bij het vormen van de federale regering-Michel, wilde ze ook toetreden tot de Vlaamse regering-Bourgeois, waarvoor ze mathematisch niet nodig was en waarvan het regeerakkoord tussen N-VA en CD&V al gesloten was.

#### Lokale verkiezingen op 14 oktober 2018
Bij de lokale verkiezingen van 2018 slaagde Open Vld erin enkele al dan niet symbolische overwinningen binnen te halen in de centrumsteden. De partij kon in Oostende en Gent de burgemeester leveren, ondanks dat de Open Vld-lijst er niet de grootste werd. In Kortrijk haalde de lijst van burgemeester Vincent Van Quickenborne de overwinning, terwijl het bij de vorige verkiezingen nog tweede was. In Mechelen haalde de lijst van Bart Somers, die samen met Groen opkwam, de absolute meerderheid. In Brugge en Roeselare kon de partij tot het stadsbestuur toetreden. In Antwerpen bleef de partij steken, maar kon zo wel in de meerderheid blijven. Ook in Ieper kon de partij met Emmily Talpe de burgemeester leveren, en dat na 100 jaar christendemocraten.
Provinciaal kon Open Vld binnentreden in het bestuur van West-Vlaanderen, Limburg en Vlaams-Brabant.

#### Verkiezingen 2019
Bij de verkiezingen van 2019 werden leden gekozen voor het Vlaams Parlement, het Brussels Hoofdstedelijk Parlement, de Kamer van volksvertegenwoordigers en het Europees Parlement. Open Vld tekende hier een verlies op, net als alle coalitiepartners waarmee de partij de afgelopen vijf jaar had geregeerd. In het Vlaams Parlement zakte de partij weg tot 13,1%, een verlies van 1,1 procentpunt, waardoor de partij drie parlementszetels kwijtspeelde en er 16 overhield. In de Kamer scoorde de partij 8,5%, een verlies van 1,3 procentpunt en als gevolg twee zetels minder (tot 12). Voor de Kamer is dat een vergelijkbare score met het slechtste resultaat ooit voor de PVV, in 1977, toen deze voorganger van Open Vld voor het eerst gescheiden van de Franstalige liberalen opkwam. Vlaams Belang ging fors vooruit bij deze verkiezingen, wat sommige Open Vld'ers, zoals Luk Van Biesen, deed opperen om het cordon sanitaire op te geven. De partijtop wees dat meteen af.
Ook in Brussel ging de partij achteruit, met 10,9 procentpunt, tot 15,8%. Open Vld was daar jarenlang de best scorende Vlaamse partij, maar moest nu Groen en N-VA laten voorgaan. Open Vld was daardoor niet langer de leidende partij bij de regeringsonderhandelingen, wel Groen. Open Vld trad wel toe tot de nieuwe regering.
In Europa ging het eveneens niet goed voor de partij: ze behaalde 10,1%, wat een verlies van 2,7 procentpunt is. De partij verloor daarmee een van haar drie zetels.

#### Verkiezingen 2024
Op 9 juni 2024 werden er regionale, federale en Europese verkiezingen gehouden. Open Vld voerde campagne onder boegbeeld en premier Alexander De Croo. De partij werd zwaar afgestraft. In Vlaanderen haalde de partij 8,33 procent en verloor daarmee 7 zetels, van 16 naar 9. In de Kamer gingen de Vlaamse liberalen er 5 zetels op achteruit, van 12 naar 7. In Brussel haalde de partij 10,62% en in Europa verloor de partij een van haar twee zetels. Na deze historisch slechte verkiezingsresultaten namen de voorzitter, Tom Ongena, en het volledige partijbestuur ontslag. In augustus werden interne verkiezingen gehouden, waarbij Gwendolyn Rutten en Vincent Van Quickenborne niet herverkozen raakten in het partijbestuur. Beiden lagen niet zo goed meer bij de achterban door verschillende incidenten en strubbelingen. Er werd ook een nieuwe voorzitter verkozen: Eva De Bleeker.

## Opspraak en interne strubbelingen
Open Vld kwam enkele malen door schandalen in opspraak. In 2007 trad Vlaams minister Fientje Moerman af na beschuldigingen van onder andere het geven van opdrachten aan bevriende Open Vld'ers zoals Guy Serraes. Er waren beschuldigingen van vriendjespolitiek tegen het kabinet-Dewael (toenmalig minister van Binnenlandse Zaken) en de politietop. Karel De Gucht werd beticht van handel met voorkennis in de Fortis-aandelen van zijn schoonmoeder. Tot op heden bleken deze dossiers ongegrond. Op 7 maart 2021 werd Karel Pinxten uit de partij gezet nadat was aangetoond dat hij misbruik van financiële middelen had gepleegd. Een maand later, op 8 april, verliet Vlaams parlementslid Sihame El Kaouakibi de partij nadat ze verdacht werd van fraude.
De partij werd ook al geconfronteerd met meerdere interne strubbelingen. De discussie over het vreemdelingenstemrecht in 2003 liet diepe wonden na. Ex-minister Ward Beysen richtte begin 2003 een eigen partij, Liberaal Appèl, op. Hugo Coveliers werd in 2005 uit de partij gezet, onder meer vanwege zijn verzet tegen de deelname van VLD aan het "cordon sanitaire" rond het Vlaams Belang. In 2006 besliste de partijtop ook Jean-Marie Dedecker (Lijst Dedecker) uit de partij te zetten. Boudewijn Bouckaert, de voorzitter van de rechts-liberale denktank Nova Civitas, volgde Dedecker naar zijn nieuwe partij. In 2009 verzwakte de zaak-Dirk Vijnck vlak voor de Vlaamse verkiezingen de partij. In aanloop naar de verkiezingen van 2014 verruilden ook enkele mandatarissen zoals Lorin Parys en Annick De Ridder Open Vld voor N-VA uit ontevredenheid over de regering-Di Rupo.

## Politiek gedachtegoed
De PVV voerde in de jaren 70 een uitgesproken centrumkoers maar in de jaren 80 van de 20e eeuw grepen de jongeren onder leiding van Guy Verhofstadt de macht en kozen voor een radicaler rechts en klassiek liberalisme dat streed tegen een allesbepalende grote overheid en tegen hoge belastingen. Inspiratiebronnen waren klassiek liberale denkers zoals Milton Friedman, Friedrich Hayek … Verhofstadt werd in die jaren zelf vergeleken met Margaret Thatcher. Sinds eind jaren 90 varen de Vlaamse liberalen een liberale centrumkoers met progressieve én klassieke accenten die zich inspireert op de werken van Karl Popper, John Stuart Mill, Thomas Paine, Amartya Sen en Martha Nussbaum.
De Open Vld is de partij van de Vlaamse liberalen. Haar kernwaarden zijn vrijheid en persoonlijke verantwoordelijkheid, waarbij de partij benadrukt dat burgers primair zelf hun keuzes moeten maken en daar ook verantwoordelijkheid voor dienen te nemen. De partij pleit voor een beperkte overheid die zich concentreert op kerntaken en zich niet overmatig bemoeit met burgers en bedrijven. Haar focus ligt op het aanmoedigen van ondernemerschap en het beschermen van individuele rechten en vrijheden. Voor de Open Vld is een vrije markt van essentieel belang. De partij is van mening dat de overheid geen bedrijven zou moeten bezitten en gelooft dat prijzen zichzelf zullen reguleren volgens het principe van vraag en aanbod. Daarnaast streeft de Open Vld naar vermindering van belastingen. Vanwege haar economische standpunten wordt de Open Vld vaak beschouwd als een centrumrechtse partij. Op ethisch gebied, zoals bij kwesties als abortus en euthanasie, hanteert de partij echter progressieve standpunten. De partij benadrukt daarbij het belang van individuele autonomie en zelfbeschikking bij het nemen van dergelijke beslissingen.
De partij is een sterke voorstander van de Europese Unie en pleit voor een verdere Europese integratie.
Op verzoek van VRT NWS verwoordt de Open Vld in 2024 haar drie belangrijkste standpunten als volgt:
- Iedereen die werkt, wil werken en heeft gewerkt belonen: wie werkt moet minstens 500 euro per maand meer verdienen dan wie niet werkt, flexi-jobs moeten worden uitgebreid naar alle economische sectoren en werknemers moeten vrijwillig onbeperkt overuren kunnen doen zonder dat ze daarop extra worden belast.
- Onze vrijheden beschermen en versterken: recht op abortus verankeren in de  grondwet, recht om zelf te kiezen voor euthanasie in geval van dementie moet mogelijk worden, recht op draagmoederschap moet wettelijk worden geregeld.
- Samenwerken voor een sterker land, binnen een sterk Europa: na de verkiezingen snel een volwaardige regering die socio-economische problemen aanpakt in plaats van communautair getwist.

## Structuur

### (Voormalige) voorzitters
| Naam                                        | Periode                              | Opmerkingen |
| ------------------------------------------- | ------------------------------------ | --- |
| Guy Verhofstadt                             | 15 november 1992 - 16 september 1995 | Herkozen op 19 juni 1993. |
| Herman De Croo                              | 16 september 1995 - 7 juni 1997      | Verkozen op 16 september 1995. |
| Guy Verhofstadt                             | 7 juni 1997 - 12 juli 1999           | Verkozen op 7 juni 1997. Vanaf 23 juni 1999 werden zijn taken als voorzitter waargenomen door Rik Daems.                                                                                              |
| Rik Daems                                   | 23 juni 1999 - 12 juli 1999          | Waarnemend voorzitter. |
| Karel De Gucht                              | 12 juli 1999 - 19 juli 2004          | Waarnemend voorzitter tot 20 november 1999. Verkozen op 20 november 1999, herkozen op 21 april 2001. Zijn taken als voorzitter werden van 15 februari tot 13 juni 2004 waargenomen door Dirk Sterckx. |
| Dirk Sterckx                                | 15 februari 2004 - 13 juni 2004      | Waarnemend voorzitter. |
| Bart Somers                                 | 19 juli 2004 - 7 juni 2009           | Waarnemend voorzitter tot 4 december 2004. Verkozen op 4 december 2004, herkozen op 8 maart 2008. |
| Guy Verhofstadt                             | 8 juni 2009 - 12 december 2009       | Waarnemend voorzitter. |
| Alexander De Croo                           | 12 december 2009 - 18 oktober 2012   | Verkozen op 12 december 2009. |
| Guy Verhofstadt en Vincent Van Quickenborne | 18 oktober 2012 - 8 december 2012    | Waarnemende voorzitters. |
| Gwendolyn Rutten                            | 8 december 2012 - 22 mei 2020        | Verkozen op 8 december 2012, herkozen op 26 maart 2016. |
| Egbert Lachaert                             | 22 mei 2020 - 4 juli 2023            | Verkozen op 22 mei 2020. |
| Tom Ongena                                  | 4 juli 2023 - 24 augustus 2024       | Waarnemend voorzitter tot 23 september 2023. Officieel verkozen op 23 september 2023. |
| Eva De Bleeker                              | 24 augustus 2024 - heden             | Verkozen op 24 augustus 2024. |

## Politieke mandaten

### Verleden

#### Overzicht federale regeringsdeelnames
| Regering        | Premier                  | Partijen                                | Van              | Tot              |
| --------------- | ------------------------ | --------------------------------------- | ---------------- | ---------------- |
| Verhofstadt I   | Guy Verhofstadt          | VLD/PRL-FDF-MCC, SP/PS, Agalev/Ecolo    | 12 juli 1999     | 11 juli 2003     |
| Verhofstadt II  | Guy Verhofstadt          | VLD/MR, sp.a-Spirit/PS                  | 11 juli 2003     | 21 december 2007 |
| Verhofstadt III | Guy Verhofstadt          | CD&V/cdH, Open Vld/MR, PS               | 21 december 2007 | 20 maart 2008    |
| Leterme I       | Yves Leterme (CD&V)      | CD&V/cdH, Open Vld/MR, PS               | 20 maart 2008    | 30 december 2008 |
| Van Rompuy I    | Herman Van Rompuy (CD&V) | CD&V/cdH, Open Vld/MR, PS               | 30 december 2008 | 25 november 2009 |
| Leterme II      | Yves Leterme (CD&V)      | CD&V/cdH, Open Vld/MR, PS               | 25 november 2009 | 6 december 2011  |
| Di Rupo         | Elio Di Rupo (PS)        | CD&V/cdH, Open Vld/MR, PS/sp.a          | 6 december 2011  | 11 oktober 2014  |
| Michel I        | Charles Michel (MR)      | N-VA, CD&V, Open Vld/MR                 | 11 oktober 2014  | 9 december 2018  |
| Michel II       | Charles Michel (MR)      | CD&V, Open Vld/MR                       | 9 december 2018  | 27 oktober 2019  |
| Wilmès I        | Sophie Wilmès (MR)       | CD&V, Open Vld/MR                       | 27 oktober 2019  | 17 maart 2020    |
| Wilmès II       | Sophie Wilmès (MR)       | CD&V, Open Vld/MR                       | 17 maart 2020    | 1 oktober 2020   |
| De Croo         | Alexander De Croo        | Open Vld/MR, sp.a/PS, Groen/Ecolo, CD&V | 1 oktober 2020   | heden            |

- Legenda: liberale premiers

#### Overzicht Vlaamse Regeringsdeelnames
| Regering           | Viceminister-president | Partijen                           | Periode   |
| ------------------ | ---------------------- | ---------------------------------- | --------- |
| Regering-Dewael    | Patrick Dewael         | VLD, SP, Agalev, VU                | 1999-2003 |
| Regering-Somers    | Bart Somers            | VLD, sp.a, Groen!, Spirit          | 2003-2004 |
| Regering-Leterme   | Yves Leterme           | CD&V-N-VA, sp.a-Spirit, VLD-Vivant | 2004-2007 |
| Regering-Leterme   | Yves Leterme           | CD&V-N-VA, sp.a-Spirit, Open Vld   | 2004-2007 |
| Regering-Peeters I | Kris Peeters           | CD&V-N-VA, sp.a-Spirit, Open Vld   | 2007-2009 |
| Regering-Peeters I | Kris Peeters           | CD&V, sp.a-Spirit, Open Vld        | 2007-2009 |
| Regering-Peeters I | Kris Peeters           | CD&V, sp.a, Open Vld               | 2007-2009 |
| Regering-Bourgeois | Geert Bourgeois        | CD&V, N-VA, Open Vld               | 2014-2019 |
| Regering-Homans    | Liesbeth Homans        | CD&V, N-VA, Open Vld               | 2019      |
| Regering-Jambon    | Jan Jambon             | CD&V, N-VA, Open Vld               | 2019-2024 |

- Legenda: liberale ministers-presidenten

#### Gewezen ministers
De ministers en staatssecretarissen van de VLD / Open Vld van 1992 tot heden zijn/waren:
- Patricia Ceysens
- Pierre Chevalier
- Rik Daems
- Philippe De Backer
- Eva De Bleeker
- Maggie De Block
- Alexander De Croo
- Karel De Gucht
- Guido De Padt
- Patrick Dewael
- Jaak Gabriëls
- Sven Gatz
- Marino Keulen
- Fientje Moerman
- Annemie Neyts
- Lydia Peeters
- Gwendolyn Rutten
- Bart Somers
- Bart Tommelein
- Annemie Turtelboom
- Guy Verhofstadt
- Marleen Vanderpoorten
- Guy Vanhengel
- Dirk Van Mechelen
- Vincent Van Quickenborne
- Jean-Luc Vanraes
- Paul Van Tigchelt
- Marc Verwilghen

### Heden

#### Supranationaal niveau

##### Wetgevende macht
- Hilde Vautmans

#### Federaal niveau

##### Wetgevende macht

###### Kamer van volksvertegenwoordigers
Fractievoorzitter:  Alexia Bertrand
- Alexia Bertrand
- Steven Coenegrachts
- Alexander De Croo
- Irina De Knop
- Katja Gabriëls
- Kjell Vander Elst
- Vincent Van Quickenborne
- Paul Van Tigchelt

###### Senaat
Fractievoorzitter:  Stephanie D'Hose
- Stephanie D'Hose
- Goedele Liekens
- Jasper Pillen

#### Regionaal niveau

##### Uitvoerende macht
| Brusselse Hoofdstedelijke Regering Vervoort III | Brusselse Hoofdstedelijke Regering Vervoort III | Brusselse Hoofdstedelijke Regering Vervoort III                                                 |
| Functie                                         | Naam                                            | Bevoegdheid                                                                                     |
| ----------------------------------------------- | ----------------------------------------------- | ----------------------------------------------------------------------------------------------- |
| Minister                                        | Sven Gatz                                       | Financiën, Begroting, Openbaar Ambt, de Promotie van Meertaligheid en van het Imago van Brussel |

##### Wetgevende macht

###### Vlaams parlement
Fractievoorzitter:  Egbert Lachaert
- Eva De Bleeker
- Stephanie D'Hose
- Egbert Lachaert
- Tom Ongena
- Lydia Peeters
- Jasper Pillen
- Gwendolyn Rutten
- Marianne Verhaert

###### Brussels parlement
Fractievoorzitter:  Imane Belguenani
- Imane Belguenani
- Martine Raets

#### Lokaal niveau

##### Provincieraadsleden
- Carl De Decker
- Ella De Neve
- Tim Herzeel
- Marino Keulen
- Sabien Lahaye-Battheu
- Kris Peetermans
- Igor Philtjens
- Ann Schevenels
- Kenneth Taylor
- Frederick Vandeput
- Piet Vandermersch
- Martine Verhoeve

#### Gedeputeerden
- Igor Philtjens
- Ann Schevenels

#### Burgemeesters
- Gwendolyn Rutten (Aarschot)
- Pauline Van Marcke (Anzegem)
- Véronique Buyck (Ardooie)
- Katja Gabriëls (Berlare)
- Joël Vander Elst (Bertem)
- Bruno Steegen (Bilzen-Hoeselt)
- Björn Prasse (Blankenberge)
- Alexander De Croo (Brakel)
- Sietse Wils (Bree)
- Wim Janssens (De Panne)
- Elsie Sierens (Destelbergen)
- Sofie Vandeweerd (Dilsen-Stokkem)
- Jo Roggen (Geetbets)
- Mathias De Clercq (Gent)
- Gauthier Defreyne (Gistel)
- Marianne Verhaert (Grobbendonk)
- Steven Swiggers (Haacht)
- Michaël Vannieuwenhuyze (Harelbeke)
- Jan Dalemans (Hechtel-Eksel)
- Kristof Pirard (Heers)
- Benjamin Rogiers (Herzele)
- Tim Vandenput (Hoeilaart)
- Danny Vangoidtshoven (Huldenberg)
- Lieven Cobbaert (Ichtegem)
- An Stokmans (Kapellen)
- Jens Eggers (Keerbergen)
- Ruth Vandenberghe (Kortrijk)
- Andy De Cock (Laarne)
- Marino Keulen (Lanaken)
- Didier Reynaerts (Landen)
- Irina De Knop (Lennik)
- Yves Deswaene (Lochristi)
- Filip Anthuenis (Lokeren)
- Bart Somers (Mechelen)
- Eddy Lust (Menen)
- Egbert Lachaert (Merelbeke-Melle)
- Frank Wilrycx (Merksplas)
- Sandy Evrard (Mesen)
- John Adam (Oudenaarde)
- Romina Vanhooren (Oudenburg)
- Kris Peetermans (Scherpenheuvel-Zichem)
- Ronny Slootmans (Sint-Katelijne-Waver)
- Thomas Geyns (Tervuren)
- Jo Feytons (Tongeren-Borgloon)
- Jo De Ro (Vilvoorde)
- Kenneth Taylor (Wichelen)
- Luc Vander Meeren (Wortegem-Petegem)
- Dirk Philips (Zaventem)
- Bram De Raeve (Zonhoven)
- Simon Lagrange (Zulte)
- Ann Schrijvers (Zutendaal)
- Matthijs Verschraegen (Zwalm)

##### 2006 - 2012
| Vlaamse Provincieraden° | Vlaamse Provincieraden° | Vlaamse Provincieraden° | Vlaamse Provincieraden° |
| Provincie               | Perc.                   | Stemmen                 | Zetelverdeling          |
| ----------------------- | ----------------------- | ----------------------- | ----------------------- |
| Antwerpen               | 16,18%                  | 178.112                 | 13 / 84                 |
| Limburg                 | 18,26%                  | 98.380                  | 14 / 75                 |
| Oost-Vlaanderen         | 23,85%                  | 231.256                 | 22 / 84                 |
| Vlaams-Brabant          | 19,20%                  | 132.225                 | 17 / 84                 |
| West-Vlaanderen         | 16,76%                  | 133.836                 | 14 / 84                 |

| Open Vld-burgemeesters                  | 57 / 308      |
| Open Vld-schepenen                      | 315 / 1.578   |
| Open Vld-verkozenen in de gemeenteraden | 1.416 / 7.350 |
| Open Vld-verkozenen in de districtraden | 19 / 211      |
| Open Vld-verkozenen in de OCMW-raden    | 567 / 3.131   |

° In 2006 trok VLD in alle provincies in kartel met Vivant naar de kiezer.

##### 2012 - 2018
| Vlaamse Provincieraden | Vlaamse Provincieraden | Vlaamse Provincieraden | Vlaamse Provincieraden |
| Provincie              | Perc.                  | Stemmen                | Zetelverdeling         |
| ---------------------- | ---------------------- | ---------------------- | ---------------------- |
| Antwerpen              | 10,11%                 | 111.743                | 7 / 72                 |
| Limburg                | 14,13%                 | 76.435                 | 9 / 63                 |
| Oost-Vlaanderen        | 19,33%                 | 186.914                | 15 / 72                |
| Vlaams-Brabant         | 16,77%                 | 115.291                | 13 / 72                |
| West-Vlaanderen        | 13,37%                 | 105.798                | 10 / 72                |

##### 2018 - 2024
| Vlaamse Provincieraden | Vlaamse Provincieraden | Vlaamse Provincieraden | Vlaamse Provincieraden |
| Provincie              | Perc.                  | Stemmen                | Zetelverdeling         |
| ---------------------- | ---------------------- | ---------------------- | ---------------------- |
| Antwerpen              | 9,1%                   | 103.837                | 2 / 36                 |
| Limburg                | 12,7%                  | 70.365                 | 4 / 31                 |
| Oost-Vlaanderen        | 18,3%                  | 181.668                | 7 / 36                 |
| Vlaams-Brabant         | 15,4%                  | 109.025                | 5 / 36                 |
| West-Vlaanderen        | 13,4%                  | 107.149                | 5 / 36                 |

##### 2024-2030
| Vlaamse Provincieraden | Vlaamse Provincieraden | Vlaamse Provincieraden | Vlaamse Provincieraden |
| Provincie              | Perc.                  | Stemmen                | Zetelverdeling         |
| ---------------------- | ---------------------- | ---------------------- | ---------------------- |
| Antwerpen              | 4,7%                   | 37.423                 | 0 / 36                 |
| Limburg                | 10,7%                  | 41.799                 | 3 / 31                 |
| Oost-Vlaanderen        | 11,3%                  | 82.267                 | 4 / 36                 |
| Vlaams-Brabant         | 10,7%                  | 55.464                 | 4 / 36                 |
| West-Vlaanderen        | 8,0%                   | 46.364                 | 2 / 36                 |

## Bekende (ex-)leden
- Els Ampe
- Filip Anthuenis
- Yolande Avontroodt
- Ward Beysen
- Fons Borginon
- Boudewijn Bouckaert
- Louis Bril
- Ann Brusseel
- Jacky Buchmann
- Patricia Ceysens
- Pierre Chevalier
- Luc Coene
- René Coppens
- Willy Cortois
- Hugo Coveliers
- Koen Crucke
- Rik Daems
- Philippe De Backer
- Eva De Bleeker
- Maggie De Block
- Robby De Caluwé
- Willy De Clercq
- Mathias De Clercq
- Alexander De Croo
- Herman De Croo
- Jean-Marie Dedecker
- Roland Defreyne
- Paul De Grauwe
- Jean-Jacques De Gucht
- Karel De Gucht
- Carla Dejonghe
- Patrick De Klerck
- Irina De Knop
- André Denys
- Guido De Padt
- Annick De Ridder
- Gwenny De Vroe
- Patrick Dewael
- Patricia De Waele
- Willy De Waele
- Sihame El Kaouakibi
- Jaak Gabriëls
- Sven Gatz
- André Geens
- Walter Grootaers
- Peter Gysbrechts
- Margriet Hermans
- Fernand Huts
- Marino Keulen
- Sabien Lahaye-Battheu
- Michel Landuyt
- Goedele Liekens
- Nele Lijnen
- Stéphanie Meire
- Fientje Moerman
- Ludwig Neefs
- Annemie Neyts
- Camille Paulus
- Lydia Peeters
- Jaak Pijpen
- Karel Pinxten
- Peter Reekmans
- Laurent Rens
- Gwendolyn Rutten
- Ivan Sabbe
- Willem-Frederik Schiltz
- Armand Schreurs
- Herman Schueremans
- Bart Somers
- Paul Staes
- Dirk Sterckx
- Kristl Strubbe
- Martine Taelman
- Willy Taelman
- John Taylor
- Kenneth Taylor
- Bart Tommelein
- Annemie Turtelboom
- Jef Valkeniers
- Luk Van Biesen
- Ludo Van Campenhout
- Carina Van Cauter
- Marc Vanden Bussche
- Vera Van der Borght
- Marleen Vanderpoorten
- Johan Van Hecke
- Guy Vanhengel
- Patrik Vankrunkelsven
- Dirk Van Mechelen
- Vincent Van Quickenborne
- Jean-Luc Vanraes
- Sas van Rouveroij
- Herman Van Thillo
- Mercedes Van Volcem
- Hilde Vautmans
- Lode Vereeck
- Dirk Verhofstadt
- Guy Verhofstadt
- Geert Versnick
- Marc Verwilghen
- Lieve Wierinck
- Frank Wilrycx
- Khadija Zamouri